# Johann Nepomuk von Fäustle

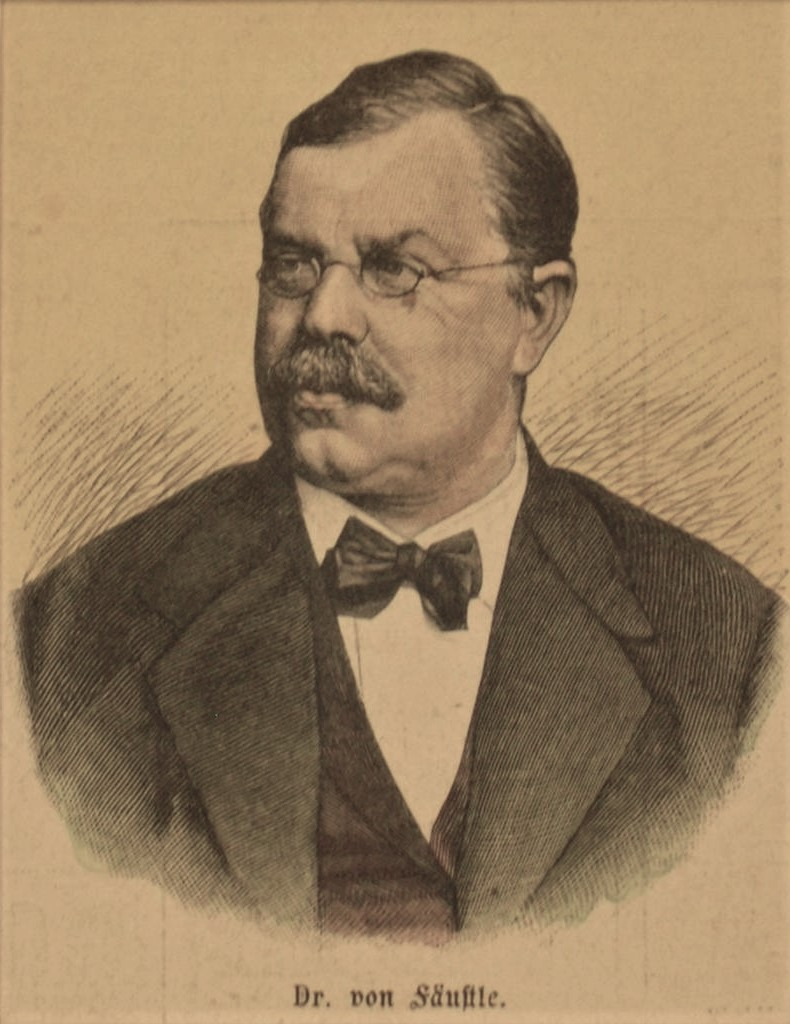
Johann Nepomuk von Fäustle

Johann Nepomuk Fäustle, ab 1872 Ritter von Fäustle (* 28. Dezember 1828 Augsburg; † 17. April 1887 in München), war ein königlich-bayerischer Jurist, Richter und Justizminister.

## Leben
Fäustle besuchte das Gymnasium bei St. Stephan in Augsburg und studierte Rechtswissenschaft an der Universität München. Hier gründete er am 6. März 1848 mit einigen Kommilitonen den Öffentlichen Verein, die heutige Burschenschaft Danubia München.
Nach seiner Promotion wurde Fäustle im Jahr 1851 Gerichtsreferendar beim Appellationsgericht in Neuburg an der Donau, 1857 Gerichtsassessor beim Bezirksgericht in Augsburg, 1858 Rat beim Bezirksgericht in Donauwörth, 1860 Assessor beim Appellationsgericht in Neuburg, 1862 Vorstand des Stadtgerichts in München und 1865 Referent im Justizministerium und Landtagskommissar.
Im Jahr 1871 wurde er an Johann von Lutz’ Stelle bayerischer Justizminister. 1872 wurde Fäustle mit dem Komturkreuz des Verdienstordens der Bayerischen Krone geehrt und damit in den bayerischen persönlichen Adelsstand erhoben. Noch im gleichen Jahr wurde er Mitglied des deutschen Bundesrats und des Justizausschusses und nahm an der Bearbeitung der neuen deutschen Justizgesetze bedeutenden Anteil, wie er auch deren Einführung in Bayern leitete und für die Reform des bayerischen Justizwesens tätig war. Ein entschiedener Vertreter der Rechte der Krone und des Staates Bayern, blieb er zugleich ein treuer Anhänger des Deutschen Kaiserreichs und gemäßigt freisinniger Grundsätze. 
Fäustle war verheiratet mit Philippine von Stengel, Tochter des Regierungspräsidenten Carl Albert Leopold von Stengel (1784–1865). Aus der Ehe gingen 3 Töchter hervor, wovon Julie Fäustle den späteren bayerischen Justizminister Heinrich von Thelemann (1851–1923) und Marie den Bankier Wilhelm von Finck (1848–1924) ehelichte.